# Le Lamentin
Le Lamentin és un municipi francès, situat a la regió de Martinica. El 2009 tenia 40.414 habitants. És la primera ciutat industrial, que aplega quatre zones industrials: Lézarde, Jambette, Les Mangles i Place d'Armes. En la localitat es troba així mateix la refineria de petroli "La Sara", dos grans centres comercials, i altres grans instal·lacions com l'hipòdrom Carrère. També hi ha Aeroport Internacional de Martinica, nomenat en honor del poeta, pensador i polític Aimé Césaire, qui va néixer a Le Lamentin. El riu Lézarde, el més llarg de l'illa amb 30 km, travessa la localitat.

## Demografia
| 1954                                            | 1961 | 1967   | 1974   | 1982   | 1990   | 1999   | 2006   |
| ----------------------------------------------- | ---- | ------ | ------ | ------ | ------ | ------ | ------ |
| 14 714                                          | X    | 18 557 | 23 145 | 26 367 | 30 028 | 35 460 | 39 847 |
| A partir de 1967: Població sense dobles comptes |      |        |        |        |        |        |        |

## Administració
| Període   | Identitat         | Partit |
| --------- | ----------------- | ------ |
| 1959-1989 | Georges Gratiant  | PCM    |
| 1989-     | Pierre-Jean Samot | BPM    |

## Personatges il·lustres
- Raphaël Elizé
- Georges Gratiant
- André Aliker
- Pierre Aliker
- Thélus Léro
- Aimé Césaire

## Agermanaments
- Santiago de Cuba
- Treichville